# Březí (Kamenný Újezd)
Březí (též Březí nad Vltavou, německy Freiles) je malá vesnice, část obce Kamenný Újezd v okrese České Budějovice v Jihočeském kraji. Nachází se asi 2,5 kilometru severozápadně od Kamenného Újezdu. Březí leží v katastrálním území Kamenný Újezd o výměře 18,16 km².

## Historie

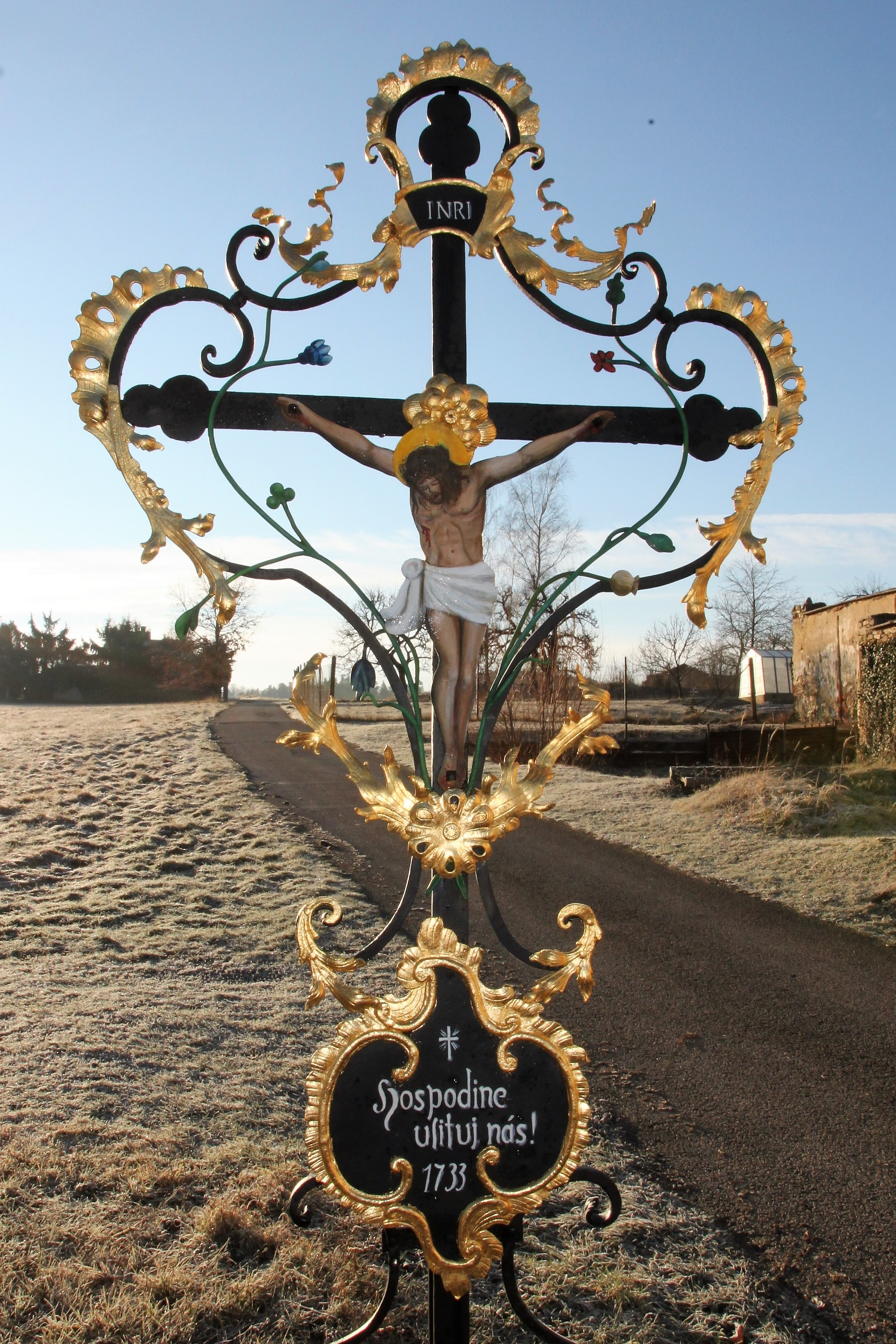
Kovaný kříž

První písemná zmínka o vesnici pochází z roku 1375. Vesnice leží podle hypotézy historika Karla Pletzera na místě bývalého dvora Kukulovice, o kterém jsou zmínky z roku 1407. Pod Březím stával most přes Vltavu, který existoval až do 19. století.
Od vzniku obecního zřízení roku 1850 patří vesnice pod Kamenný Újezd. Na území Březí a Boršova nad Vltavou leží areál těstáren, bývalého Zátkova mlýna.

## Obyvatelstvo
| Rok            | 1869 | 1880 | 1890 | 1900 | 1910 | 1921 | 1930 | 1950 | 1961 | 1970 | 1980 | 1991 | 2001 | 2011 | 2021 |
| -------------- | ---- | ---- | ---- | ---- | ---- | ---- | ---- | ---- | ---- | ---- | ---- | ---- | ---- | ---- | ---- |
| Počet obyvatel | 133  | 144  | 153  | 180  | 190  | 165  | 176  | 159  | 72   | 46   | 38   | 34   | 43   | 48   | 40   |
| Počet domů     | 15   | 16   | 17   | 18   | 18   | 18   | 25   | 29   | 29   | 15   | 13   | 15   | 18   | 22   | 22   |

## Pamětihodnosti
- Kovaný kříž
- Dva mohylníky

## Osobnosti
- Růžena Zátková (1885–1923), malířka a sochařka ovlivněná futurismem